# 亞歷山德里夫卡 (豐坦卡市鎮)

46°36′22″N 30°52′0″E / 46.60611°N 30.86667°E
亞歷山德里夫卡（烏克蘭語：Олександрівка）是位於烏克蘭西南部的村莊，由敖德萨州敖德萨区的豐坦卡市鎮負責管轄。該村始建於1909年，面積1.81平方公里，海拔高度27米，2022年人口3,303。
PASPORT-GROMADI-na-01_01_2022 （页面存档备份，存于）